# Campagne des Carolines
Batailles
Campagne des Carolines
- Rivers' Bridge
- Aiken
- Congaree Creek (en)
- Columbia (en)
- Wyse Fork
- Monroe's Cross Roads
- Averasborough
- Bentonville
- Morrisville (en)
- Bennett Place

La campagne des Carolines est la campagne finale du théâtre occidental de la guerre de Sécession.
En janvier 1865, le major-général nordiste William Tecumseh Sherman lance son armée vers le nord en partant de Savannah, dont il s'est emparé au mois de décembre précédent, au terme de sa destructrice marche vers la mer à travers la Géorgie. Il traverse les deux Carolines, avec l'intention d'effectuer la jonction avec les forces de l'Union en Virginie. La défaite de l'armée confédérée de Joseph E. Johnston à la bataille de Bentonville en mars, et la reddition de Bennett Place en avril, consacre la perte de la dernière grande force combattante de la Confédération.

## Contexte et forces en présence

### Union
Après s'être emparé de Savannah, au terme de sa marche vers la mer, Sherman reçut d'Ulysses S. Grant, le général en chef de l'Union, l'ordre d'embarquer ses troupes pour venir renforcer l'armée du Potomac et l'armée de la James qui se battaient en Virginie. Grant y était enlisé devant Petersburg, face aux Confédérés du général Robert E. Lee. Mais Sherman avait d'autres plans. Le 5 janvier 1865, il écrivait : « Je pense réellement que mon nom occupera une place éminente dans plusieurs moments historiques de cette guerre ». Il convainquit Grant de le laisser faire route à travers les Carolines, en détruisant tout ce qui pouvait avoir une valeur militaire sur son chemin, comme il l'avait fait, en Géorgie, lors de la campagne de Savannah. Estimant l'impact de ses actions sur le moral du Sud, Sherman visait tout particulièrement la Caroline du Sud, qui avait été le premier État à faire sécession.
Fin janvier 1865, l'armée de Sherman se mit en marche vers Columbia. Ses 60 079 hommes étaient répartis en trois colonnes. L'armée du Tennessee, commandée par le major-général Oliver O. Howard, l'armée de l'Ohio commandée par le major-général John M. Schofield, et deux Corps, le XIVe et le XXe commandés par le major-général Henry W. Slocum (plus tard renommés « armée de Géorgie »). Des renforts lui arrivèrent ensuite à intervalles réguliers pendant sa progression vers le nord et, le 1er avril, il était à la tête de 88 948 hommes.

### Confédération
Face à Sherman, les Confédérés disposaient de forces nettement inférieures en nombre. Leur principal contingent sur place était l'Armée du Tennessee, malmenée, et à nouveau sous le commandement du général Joseph E. Johnston (pourtant relevé de ses fonctions par Jefferson Davis, le président confédéré, pendant la campagne d'Atlanta contre Sherman). Son effectif était estimé à 9 513 à la mi-mars, et à 15 188 à la mi-avril. L'armée était organisée en trois Corps, commandés par les lieutenants-généraux William J. Hardee, Alexander P. Stewart et Stephen D. Lee. Étaient également présents en Caroline des contingents de cavalerie appartenant à la division du major-général Wade Hampton et d'autres basés à Wilmington sous le commandement du général Braxton Bragg.

## Combats

Carte de l'avancée de Sherman d'Atlanta à Savannah (marche vers la mer) puis à Goldsboro (campagne des Carolines).

Gravure d'Alexander Hay Ritchie représentant la marche de Sherman.

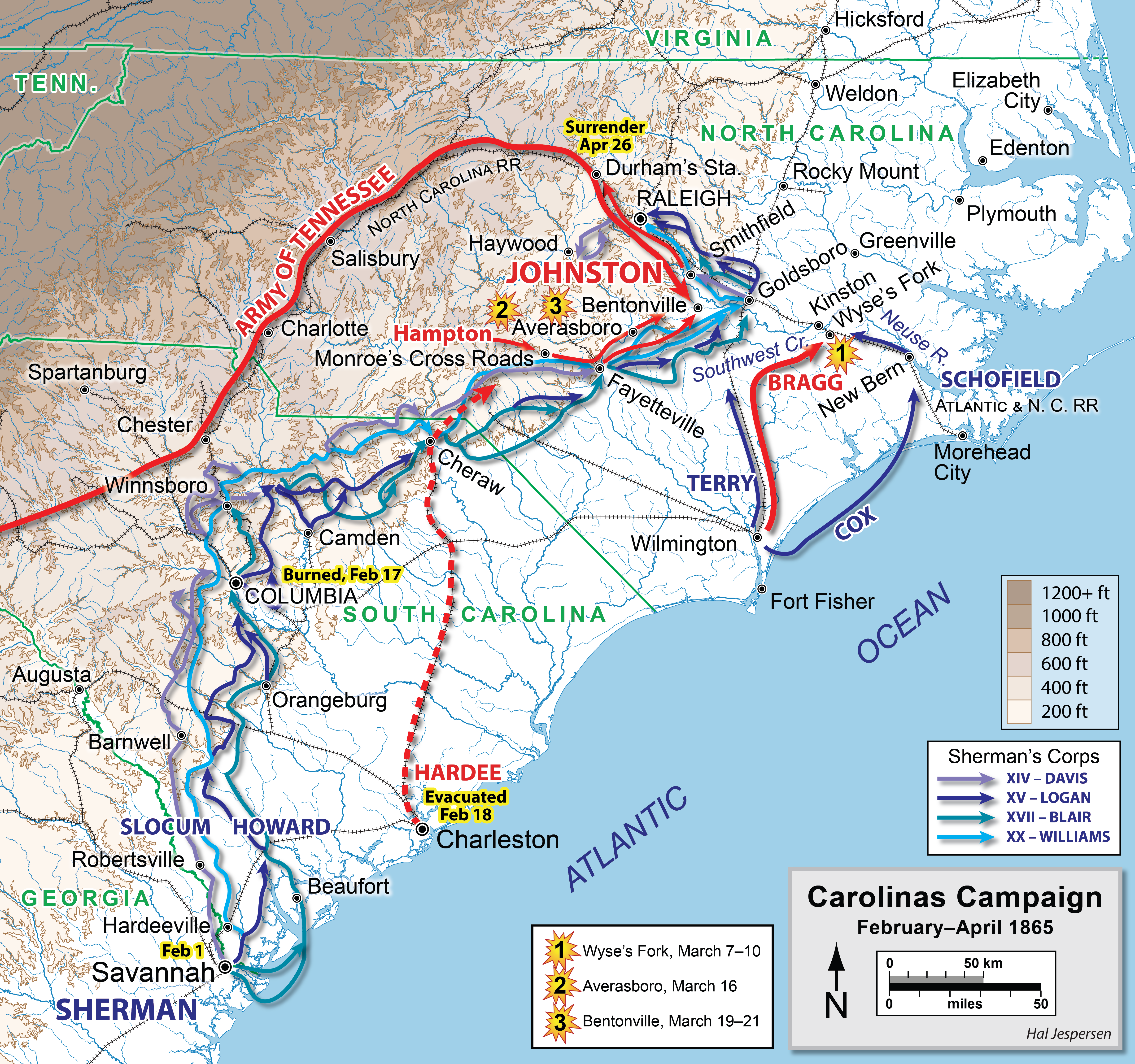
Mouvements de la campagne des Carolines.

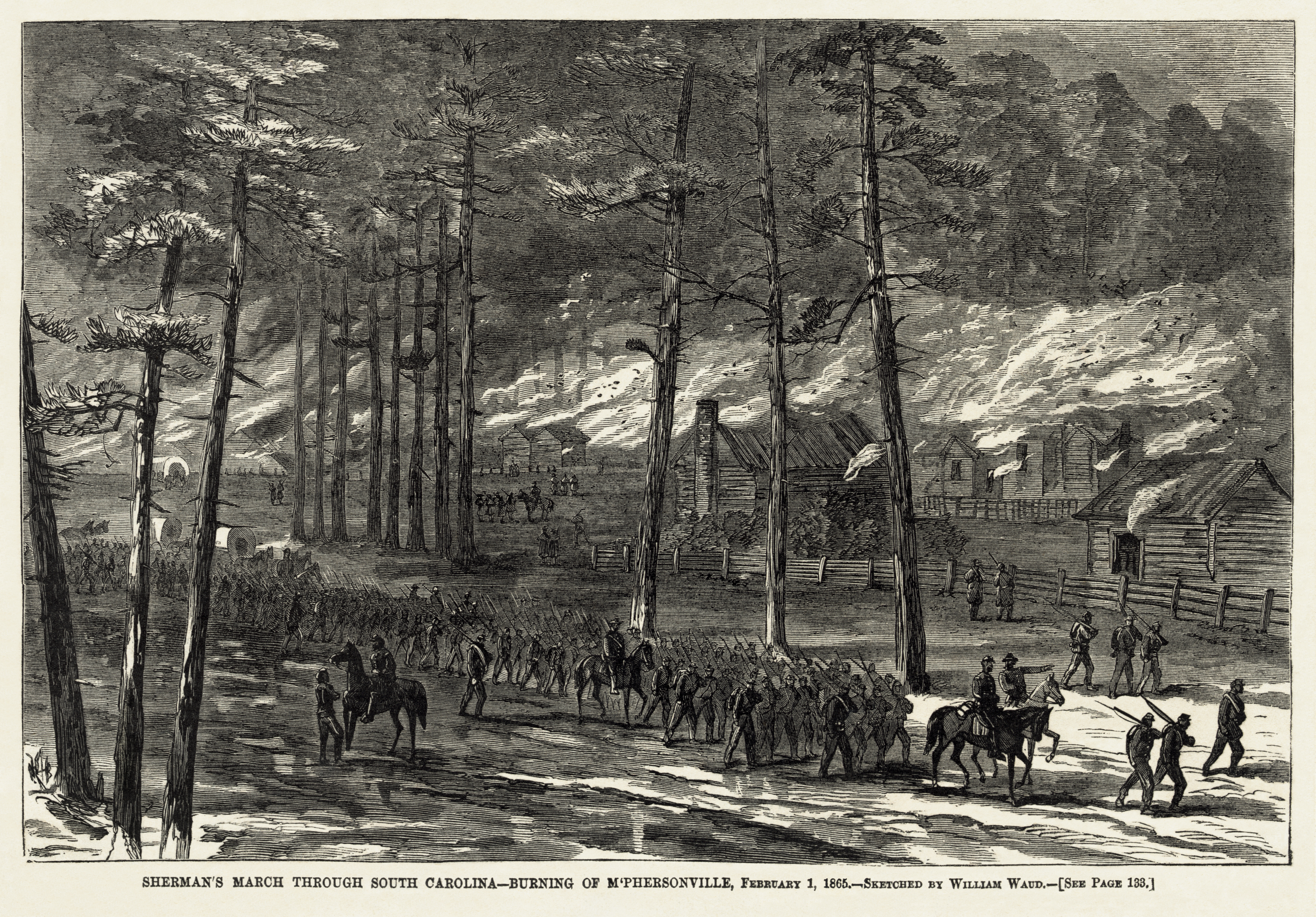
Sherman en Caroline du Sud. L'incendie de McPhersonville (croquis de William Waud publié dans Harper's Weekly en 1865).

Sherman prévoyait d'ignorer les troupes confédérées rassemblées à Augusta (Géorgie) et à Charleston (Caroline du Sud) et d'atteindre Goldsboro (Caroline du Nord) le 15 mars. Comme en Géorgie, il fit avancer ses troupes dans plusieurs directions, semant la confusion chez les Confédérés, qui cherchaient à deviner quel était son objectif réel (en fait, Columbia, la capitale de l'État).

### Rivers' Bridge (3 février 1865)
La division confédérée du major-général Lafayette McLaws chercha à s'opposer au franchissement de la rivière Salkehatchie par l'aile droite de l'armée de Sherman. La division de l'Union commandée par le major-général Francis P. Blair (armée d'Howard) traversa la Salkehatchie et se lança à l'assaut de McLaws. Celui-ci se retira sur Branchville (Caroline du Sud), ne causant à l'Union qu'un retard d'une journée.
Le 17 février, Columbia se rendit à Sherman, et la cavalerie d'Hampton quitta la ville. Les forces de l'Union furent submergées par un flot de prisonniers nordistes libérés et par des esclaves émancipés. De nombreux soldats, prenant avantage de la grande quantité d'alcool présente en ville, s'enivrèrent. Des incendies éclatèrent et, des vents violents attisant les flammes, une grande partie du centre-ville fut détruit. L'épisode est toujours l'objet de controverses : certains affirment que l'incendie était accidentel, d'autres qu'il était délibéré et dicté par la vengeance, d'autres enfin que les Confédérés battant en retraite avaient enflammé des balles de coton en quittant la ville. Le même jour, les Confédérés évacuaient Charleston. Le 18 février, les hommes de Sherman détruisirent tout ce qui pouvait avoir une valeur militaire à Columbia, y compris les dépôts de chemin de fer, les entrepôts, les arsenaux et les ateliers mécaniques. Le 22 février, Wilmington se rendit.

### Aiken (11 février)
Le 11 février 1865, pendant que Sherman traversait la Caroline du Sud les unités nordistes du major-général Hugh Judson Kilpatrick se heurtèrent aux Confédérés du major-général Joseph Wheeler. Ce dernier remporta une courte victoire.

### Wyse Fork (7-10 mars)
Schofield prévoyait de pénétrer à l'intérieur des terres, en partant de Wilmingon en février. Dans le même temps, il demanda au major-général Jacob D. Cox de conduire les forces de l'Union depuis New Bern (Caroline du Nord) jusqu'à Goldsboro. Le 7 mars, l'avancée de Cox fut stoppée par les divisions dépendant du commandement du général Braxton Bragg, basé à Southwest Creek, au sud de Kinston (Caroline du Nord). Le 8 mars, les Confédérés tentèrent de prendre l'initiative en attaquant les ailes de l'Union. Après un premier succès, leurs attaques s'enlisèrent en raison d'un manque de communication. Le 9 mars, les troupes de l'Union reçurent des renforts et, le 10, elles repoussèrent, au prix de durs combats, les attaques renouvelées de Bragg. Ce dernier se retira de l'autre côté de la rivière Neuse et fut impuissant à empêcher la chute de Kinston le 14 mars.

### Monroe's Cross Roads (10 mars)
Au moment où l'armée de Sherman pénétrait en Caroline du Nord, la division de cavalerie du major-général Judson Kilpatrick protégeait son flanc gauche. Dans la soirée du 9 mars, deux brigades du commandement de Kilpatrick bivouaquèrent à proximité de Charles Monroe House, dans le comté de Cumberland (aujourd'hui Hoke (Caroline du Nord)). Le 10 mars au matin, la cavalerie confédérée de Hampton surprit les Fédéraux dans leurs campements, les éparpillant en désordre et s'emparant de leurs fourgons et de leur artillerie. Les Nordistes se regroupèrent et contre-attaquèrent, regagnant leurs positions et leur artillerie après un combat désespéré. Apprenant que des renforts fédéraux étaient en route, les Confédérés se retirèrent.

### Averasborough (16 mars)
Dans l'après-midi du 15 mars, les cavaliers nordistes de Kilpatrick butèrent contre le Corps de Hardee, déployé en travers de la route de Raleigh, à proximité de Smithville. Après avoir testé les défenses confédérées, Kilpatrick se retira et demanda un soutien d'infanterie. Pendant la nuit, quatre divisions appartenant au XXe Corps arrivèrent pour faire face aux Confédérés. À l'aube du 16 mars, les Fédéraux avancèrent, repoussant les tirailleurs jusqu'à la ligne principale des rebelles où ils firent arrêtés par une contre-attaque. En milieu de matinée, les Fédéraux reprirent leur avancée avec d'importants renforts et chassèrent les Confédérés de leurs deux premières lignes de retranchements, pour être finalement repoussés à hauteur de la troisième ligne. En fin d'après-midi, le XIVe Corps de l'Union commença à arriver sur le champ de bataille, mais il fut incapable de se déployer à cause du terrain marécageux. Après avoir ralenti l'avancée de l'Union pendant deux jours, Hardee battit en retraite pendant la nuit.

### Bentonville (19-21 mars)
Pendant que la progression de Slocum était stoppée à Averasborough par les hommes d'Hardee, l'aile droite de l'armée de Sherman, commandée par Howard, marchait sur Goldsboro. Le 19 mars, Slocum rencontra les Confédérés du général Joseph E. Johnston, qui s'étaient regroupés et retranchés pour bloquer son mouvement à Bentonville. Johnston avait porté ses effectifs à 21 000 hommes en absorbant les troupes de Bragg, qui venaient d'abandonner Wilmington. Tard dans l'après-midi, Johnston attaqua, écrasant la ligne du XIVe Corps. La violence de l'assaut confédéré ne put être émoussée que par une forte contre-attaque et des combats désespérés au sud de la route de Goldsborough. Des éléments du XXe Corps furent jetées dans l'action à mesure qu'elles arrivaient sur le champ de bataille. Cinq assauts confédérés ne parvinrent pas à déloger les Fédéraux et la nuit tombante marqua la fin des combats de la journée. Pendant la nuit, Johnston s'adossa à Mill Creek et réduisit sa ligne à un coin en forme de V afin de protéger ses ailes. Le 20 mars, Slocum reçut des renforts en nombre, mais les combats furent sporadiques. Sherman était prêt à laisser Johnston se retirer. Le 21 mars, cependant, Johnston resta sur ses positions, tandis qu'il faisait enlever ses blessés. Des escarmouches se produisirent sur toute la longueur du front et, dans l'après-midi, le major-général nordiste Joseph Mower conduisit une division Union le long d'une piste étroite qui conduisait, en traversant Mill Creek, dans le dos de Johnston. Les contre-attaques confédérées bloquèrent l'avancée de Mower, sauvegardant l'unique voie de retraite et de communication de l'armée rebelle. Mower se retira et les combats cessèrent pour la journée. Pendant la nuit, Johnston battit en retraite en passant le pont de Bentonville. Les Fédéraux lui donnèrent la chasse aux premières lueurs de l'aube, repoussant l'arrière-garde de Wheeler et évitant qu'elle n'incendie le pont. La poursuite engagée par les Nordistes fut arrêtée à Hannah's Creek après une sévère escarmouche. Sherman, après avoir rassemblé ses forces à Goldsboro, poursuivit Johnston jusqu'à Raleigh.

## Conséquences
La campagne de Sherman dans les Carolines, au cours de laquelle il fit parcourir à ses hommes près de 700 km en 50 jours, était comparable à sa marche à travers la Géorgie, bien que plus exigeante physiquement. Cependant les forces confédérées qu'il y affronta était bien moindres et beaucoup plus démoralisées. Quand Joseph E. Johnston rencontra Jefferson Davis à Greensboro à la mi-avril, il dit au président de la Confédération :
« 

Notre population est lasse de la guerre, elle se sent châtiée et elle ne se bat pas. Notre pays est envahi ; ses ressources militaires sont très amoindries, tandis que la puissance militaire de notre ennemi n'a jamais été plus grande et qu'elle peut s'accroître à la demande. […] Mon maigre contingent fond comme neige au soleil.

 »
Le 18 avril, trois jours après l'assassinat du président Abraham Lincoln, Johnston signait un armistice avec Sherman à Bennett Place, une ferme située près de Durham Station. Sherman se mit en difficultés avec les politiciens en concédant à Johnston des conditions de reddition qui dépassaient ses prérogatives militaires, sans en avoir demandé l'autorisation ni à Grant, ni à Washington. La confusion à ce sujet dura jusqu'au 26 avril, quand Johnston accepta la partie purement militaire de l'accord et se rendit formellement avec son armée et toutes les forces rebelles présentes dans les Carolines, en Géorgie et en Floride. C'était la deuxième reddition de masse depuis le début du mois : le 9 avril, Robert E. Lee avait capitulé avec son armée de Virginie du Nord à Appomattox Court House. C'était la fin annoncée de la Confédération, quand bien même quelques unités isolées poursuivirent les hostilités jusqu'à l'été, en particulier sur le théâtre trans-Mississippi.

## Pour en savoir plus
- (en) Paul Taylor, Orlando M. Poe : Civil War General and Great Lakes Engineer, Kent, OH : Kent State, University Press, 2009, 354 p. (ISBN 978-1-60635-040-9).